# Alchimist (Pferd)
Alchimist (* 2. März 1930; † 1945) war ein englischer Vollbluthengst. Er wurde auf dem Hauptgestüt Graditz von Herold aus der Aversion gezogen. Trotz vergleichsweise weniger Möglichkeiten war er einer der bedeutendsten Vererber der deutschen Vollblutzucht und vielleicht der einflussreichste überhaupt.

## Abstammung
Alchimist vereinigte in seinem Pedigree das Blut der drei wichtigsten vom Gestüt Graditz importierten Hengste: Dark Ronald als Vater des Vaters, Nuage als Vater der Mutter und Ard Patrick als Vater beider Großmütter. Da sowohl Nuage als auch Ard Patrick Enkel von St. Simon waren, ist auch das Blut dieses sehr einflussreichen Vererbers sehr stark in seinem Pedigree vertreten. 
Trotz ihrer hochkarätigen Abstammung wollte Oberlandstallmeister Burchard von Oettingen Alchimists Mutter Aversion zweijährig wegen eines etwas zu schmalen Sprunggelenkes gegen ein Waldfrieder Pferd tauschen. Mit einem Sieg im St. Leger und einem dritten Platz im Preis der Diana rechtfertigte sie das Vertrauen von Siegfried von Lehndorff, der sich mit Erfolg gegen den Tausch wehrte. Als Mutter von vier sehr guten Pferden, neben Alchimist Aditi, Aditja und Aberglaube, als Großmutter von Arjaman und als Urgroßmutter von Ticino, erwarb sie sich schließlich den Beinamen Perle von Graditz. Alchimist war das letzte Fohlen der Aversion. Sie verstarb wenige Monate nach dessen Geburt am 3. September 1930 in Graditz im Alter von nur 16 Jahren. Obwohl Aversion heute im Pedigree eines jeden deutschen Vollblüters mehrfach vertreten ist, scheint ihre Mutterlinie mittlerweile ausgestorben zu sein. Die 1998 von Dictators Song aus der Arralina gezogene Alinara scheint die letzte Stute ihrer Linie gewesen zu sein.

## Rennlaufbahn
Alchimist erbte von seinem Vater Herold die Frühreife. Trotz eines völlig vermasselten Starts gewann er das Baden-Badener Zukunftsrennen, noch heute eine der wichtigsten Prüfungen für zweijährige Pferde, und wurde hinter dem Waldfrieder Janitor Zweiter im Preis des Winterfavoriten. Janitor sollte auch dreijährig zusammen mit Cassius sein schärfster Rivale bleiben. Letzterer verwies Alchimist im klassischen Henckel-Rennen auf den zweiten Platz. Im Union-Rennen ließ Alchimist seine beiden Rivalen zum ersten Mal klar hinter sich. Das Deutsche Derby gewann er schließlich Start-Ziel. Ebenso deutlich gewann er dann die beiden wichtigsten Rennen für ältere Pferde, den Großen Preis von Berlin und den Großen Preis von Baden.

## Zuchtlaufbahn
Verletzungsbedingt musste Alchimist seine Rennlaufbahn schon im Alter von drei Jahren beenden. Er wurde daraufhin auf seinem Heimatgestüt neben seinem Vater Herold als Deckhengst aufgestellt. Da fast alle dortigen Stuten von seinen nahen Vorfahren abstammten, hatte er auf Graditz wenig Möglichkeiten, erfreute sich allerdings von auswärtigen Züchtern größeren Zuspruch als sein Vater, den man trotz seiner brillanten Rennbilanz als Träger des Erregers der Virusanämie mied. 
Sein großer Durchbruch als Beschäler, kam mit der 1937 vom Gestüt Schlenderhan gezogenen Tochter Schwarzgold, die 1939 und vor allem 1940 den deutschen Turf in einer noch heute unvergessenen Weise dominierte. Zu diesem Zeitpunkt war aber der Zweite Weltkrieg schon voll im Gange. 1945 gab es überhaupt keine Rennen in Deutschland und auch der Zuchtbetrieb ruhte weitgehend. Als sich russische Truppen Graditz näherten, begab sich Alchimist mit den besten Stuten des Gestüts auf die Flucht nach Westen ins Gestüt Harzburg. Am 15. April 1945 erreichte der Alchimist-Treck die Mulde. Dort verweigerte die US-Armee allerdings die Überfahrt zum rettenden Ufer und die Spuren von Alchimist verloren sich. Alchimist blieben also von 1941 bis 1944 nur vier vom Krieg beeinträchtigte Deckjahre, um seine Gene weiterzugeben. 
Nachdem sich der Erfolg von Schwarzgold abzeichnete, schickte Schlenderhan nochmal deren Mutter Schwarzliesl zu Alchimist. Heraus kam Schwarzkünstler, der zwar nicht annähernd die Klasse seiner Schwester hatte aber dennoch beachtliche Spuren als Vererber hinterließ. Schwarzliesl war eine Tochter von Oleander. Obwohl Oleander wie Alchimist ein Enkel Dark Ronalds war, harmonierten beide sehr gut in der Zucht. Die vom Gestüt Schlenderhan 1944 gezogene Stute Aralia war nach Schwarzgold das erfolgreichste Produkt dieser Kombination. Nach überlegenen Siegen im Schwarzgold-Rennen und im Preis der Diana war sie auch klare Favoriten für das Derby, unterlag dort aber Alchimists bestem Sohn Birkhahn. Aralia war als Mutterstute noch erfolgreicher als in ihrer Rennkarriere. Ihr bester Sohn, der leider früh verstorbene Gruppe I Sieger Agio ist Vater des berühmten Lombard. Ebenfalls der Verbindung von Alchimist und Oleander entstammen die sehr guten Mutterstuten Aurikel und Alraune. Letztere war die Mutter der Aubergine, die 1949 beinahe die Dreifache Krone und zusammen mit Asterblüte für Schlenderhan alle fünf klassischen Rennen gewann. Alchimist-Töchter passten wiederum sehr gut zum Schlenderhaner Deckhengst Magnat. Insgesamt war Alchimist für Schlenderhan der vielleicht wichtigste Hengst überhaupt. 
Auch das Gestüt Röttgen erkannte Alchimists Qualitäten frühzeitig. Alchimists erste klassische Siegerin Hannenalt wurde bereits 1935 vom Gestüt Röttgen gezogen. 1936 folgte ihr die Stute Waffenart, die Begründerin einer bis heute sehr erfolgreichen Stutenfamilie werden sollte. Noch erfolgreicher war Röttgen mit der 1944 gezogenen Achimist-Tochter Stammesart. Diese war nicht nur ein sehr gutes Rennpferd. Als Vater des Gruppe I Siegers und guten Vererbers Stani, der brillanten Diana-Siegerin Santa Cruz und der sehr guten Mutterstute Sterna war sie wohl die bedeutendste Röttgener Stute aller Zeiten. Sternas Sohn Star Appeal wurde in den Farben von Waldemar Zeitelhack zum ersten und lange Zeit einzigen Sieger im Prix de l’Arc de Triomphe, dem bedeutendsten Galopprennen der Welt. Auch der sehr gute Röttgener Hengst Sternkönig geht in der Mutterlinie auf die Sterna zurück. 
Für das Gestüt Ravensberg zog Alchimist schließlich 1943 deren Stammmutter Waldrun, die in der deutschen Zucht eine der erfolgreichsten Mutterstuten aller Zeiten werden sollte, obwohl sie schon 1959 verstarb. 
Nicht nur über seine Töchter machte sich Alchimist in der deutschen Zucht unsterblich, auch über seine Söhne sollte er große Spuren hinterlassen. Neben dem schon erwähnten Birkhahn ragt hier besonders der 1942 vom Gestüt Waldfried gezogene Gundomar heraus. Gundomar war schon zweijährig vielversprechend, hatte dreijährig aber das Pech, dass in seinem Derby-Jahr 1945 keine Rennen stattfanden. Er gewann dann allerdings das 1946 als Prüfungs-Preis der Vierjährigen in München nachgeholte Derby, hatte aber später gesundheitliche Probleme, so dass seine Rennbilanz nicht seine Klasse wiedergibt. Als Deckhengst blieben Gundomar nur drei Jahre, bevor er 1949 bei einem Koppelunfall ums Leben kam. Sein erster großer Nachkomme war der von Francois Dupre in Frankreich gezogene Prince d'Ouilly. Er war ein echter Globetrotter und erzielte neben dem Sieg im Großen Preis von Baden 1951 auch bedeutende Erfolge in England, Frankreich, Italien und Belgien. Derselbe Züchter kaufte von Waldfried die in England erfolgreiche Gundomar-Tochter Rhea. Als Mutterstute war Rhea noch besser. Unter anderen zog Ticino aus ihr seine beste Tochter Bella Paola. Weitere bedeutende Gundomar-Söhne waren Takt, Tasman, Maranon und der spätreife Baal, dem vierjährig in Baden-Baden das Kunststück gelang, die Goldene Peitsche (1200 m) und den Großen Preis (2400 m) überlegen mit 4 bzw. 5 Längen Vorsprung zu gewinnen, wobei es zwischen beiden Rennen nur eine Woche Pause gab. Bedeutendster Sohn von Gundomar war jedoch zweifellos der am 1. April 1949 geborene Mangon. Er gewann 1952 neben dem Derby auch das Henckel-Rennen, den Großen Preis von Nordrhein-Westfalen. Nach einer längeren Verletzungspause konnte er 1954 den Erfolg im Großen Preis von Nordrhein-Westfalen wiederholen und sich auch im Gran Premio di Milano platzieren. Mangon zeigte als Vererber noch größeres Potential als auf der Rennbahn, aber auch ihm waren nur drei Deckjahre vergönnt. Obwohl beide Hengste genau zu dem Zeitpunkt abtraten, als ihre Vererberqualitäten sichtbar wurden, hinterließen sie dennoch eine bemerkenswerte Blutspur in der deutschen Vollblutzucht, die bei einem längeren Wirken wohl heute ganz anders aussehen würde. 1946 und 1947 wurde Alchimist Champion der Vaterpferde in Deutschland.
Beeindruckt von den Vererberleistungen der Alchimist-Nachkommen setzte das Gestüt Schlenderhan alles daran, Alchimists besten Sohn Birkhahn aus der DDR zurückzuholen. Obwohl dieser als Vererber nicht ganz die Klasse von Gundomar oder Mangon hatte, läuft über ihn schließlich Alchimists Hengstlinie weiter bis zum heutigen Tag.
1998 wurde auf dem Gestüt Altefeld ein Denkmal für den Jahrhundertvererber errichtet.